# Aero Airlines
Aero Airlines was een luchtvaartmaatschappij met als basis Tallinn, Estland. Het onderhield in opdracht van Finnair routes van Finland naar Tallinn, Kuressaare en Riga. De laatste vlucht vond plaats op 6 januari 2008.

## Geschiedenis
Het bedrijf werd opgericht in 2000 en begon met vluchten in maart 2002. Het werd opgericht door Finnair voor vluchten binnen de Baltische staten. Het was eigendom van Aero Holding (51%) en Finnair (49%). Aero verkleinde het aantal vluchten gedurende 2007 en stopte helemaal op 6 januari 2008. Alle oude routes worden nu uitgevoerd door Finncomm Airlines en Finnair.
De naam voerde helemaal terug naar de eerste incarnatie van Finnair, Aero Oy, uit 1923. Finnair gebruikt nog steeds Aero Oy's IATA codering AY, terwijl het moderne Aero de code EE gebruikte.

## Vliegtuigen
De vloot bestond uit:(jan.2007)
- 3 ATR 72-200